# Modesto Urgell
Modest Urgell i Inglada, en castellano Modesto Urgell e Inglada, también conocido por el seudónimo Katúfol (Barcelona, 13 de junio de 1839-ídem,  3 de abril de 1919), fue un pintor y comediógrafo español. 

## Biografía
Nacido en 1839 en Barcelona, estudió en la Escuela de la Lonja, donde fue discípulo de Ramón Martí Alsina. Pasó una temporada en París, donde trató a Gustave Courbet, y se adscribió al realismo. En los años 1860 sus obras fueron rechazadas por muy avanzadas en las exposiciones organizadas en la Lonja, y también expuso sin éxito en Madrid. En 1870 fue a Olot, donde se relacionó con Joaquín Vayreda, creador de una escuela paisajista en esta ciudad de La Garrocha que influyó en Urgell, dedicándose desde entonces principalmente al paisaje. Entre 1870 y 1880 Urgell pasó temporadas en Gerona, en contacto con su amigo de juventud Rafael Masó Pagés.
Expuso habitualmente en la Sala Parés desde su fundación en 1877, y obtuvo éxitos en las exposiciones nacionales de Madrid de 1876, 1892 y 1895, donde obtuvo (junto a Joaquín Sorolla y Alberto Pla y Rubio) una de las medallas de primera clase con El Pedregal, pueblo civilizado; también ganó las máximas condecoraciones en las exposiciones de Barcelona de 1894, 1896 y 1898, y participó en exposiciones de Filadelfia y Múnich. Fundador de la Sociedad Artística y Literaria de Cataluña, desde 1894 fue profesor de paisaje de la Lonja. 
Su obra se centra principalmente en paisajes y marinas solitarios, con un ambiente triste y misterioso, a menudo con localizaciones en cementerios y ermitas, en un estilo a veces comparado con el de Arnold Böcklin. Obtuvo bastante éxito en su tiempo, con obra en el MNAC, en los museos provinciales de Gerona, Palma de Mallorca y Lugo, en la Kunsthalle de Hamburgo, etc. Reunió reproducciones de buena parte de su obra en el álbum Cataluña (1905).
Como escritor, publicó diversas obras de teatro: Lluny dels ulls (1898), Un terròs de sucre (1898), Añoranza! (1899), Por (1901), Valor (1907); también escribió su autobiografía: El murciélago. Memorias de una patum (1913).
En 1902 fue nombrado académico de Bellas Artes de Barcelona. Falleció en su ciudad natal en 1919.
Su hijo Ricardo Urgell también fue pintor.

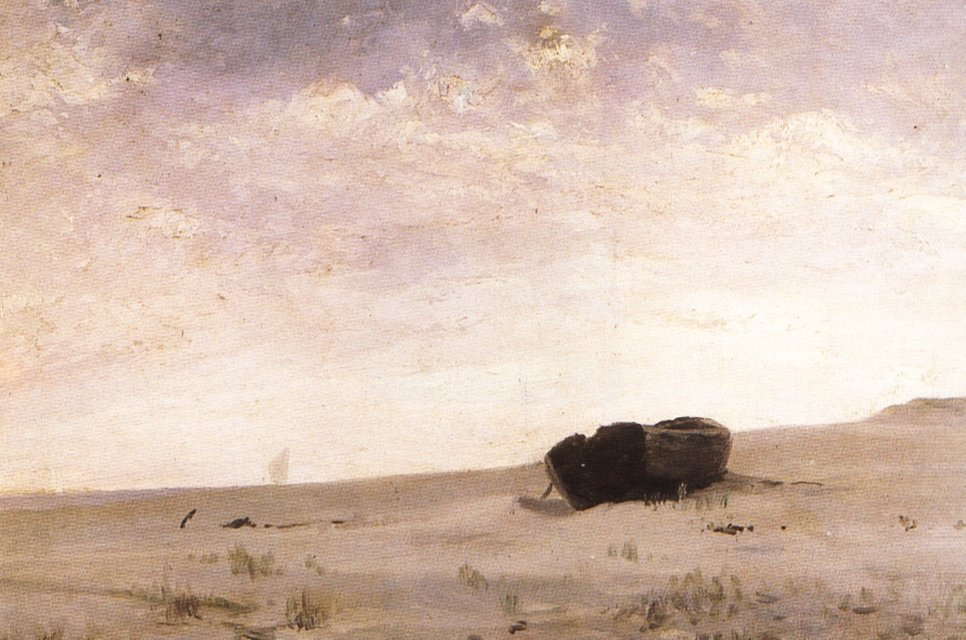
Marina, de Modesto Urgell. Museo de Arte de Gerona.
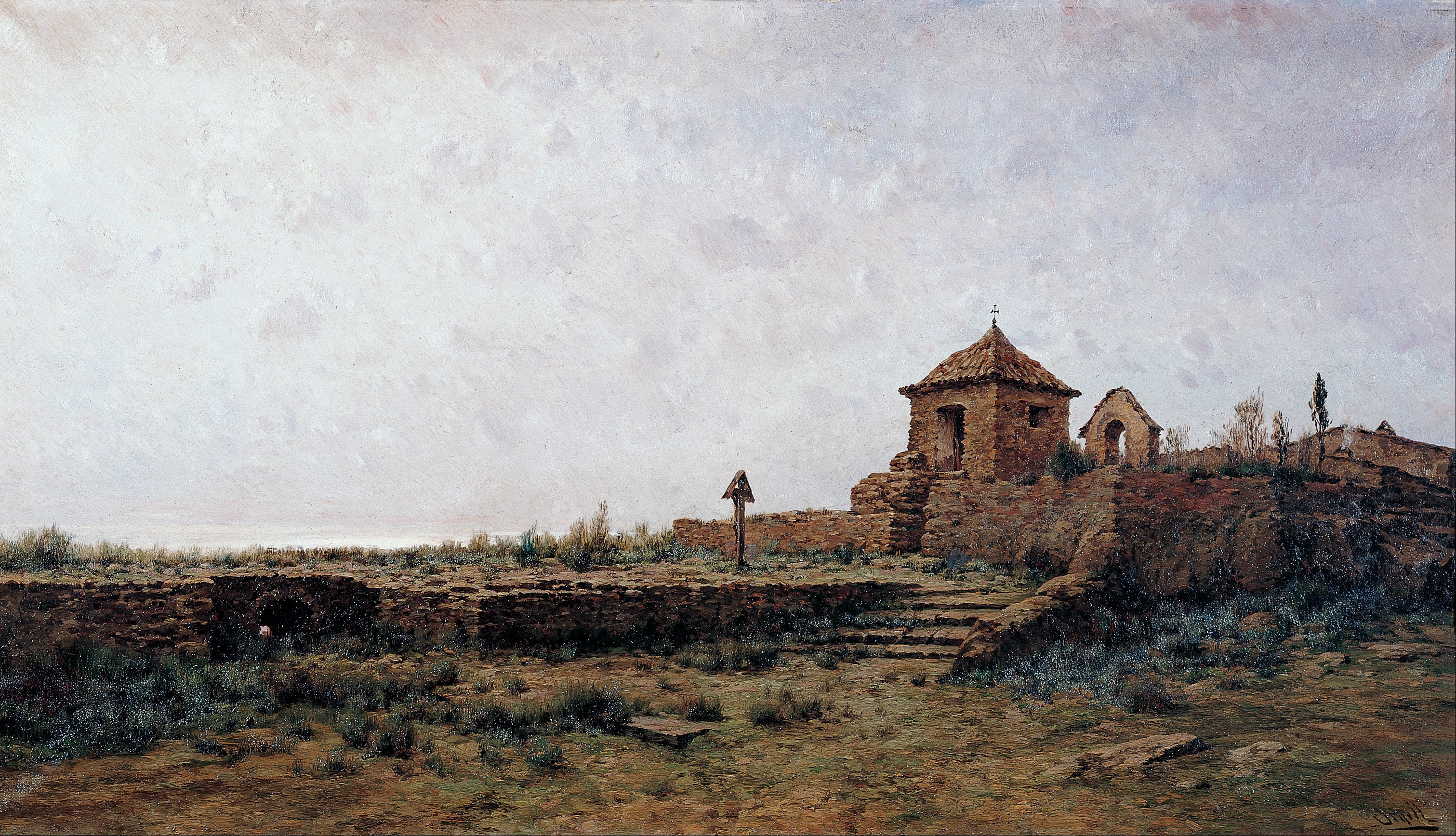
Paisaje, de Modesto Urgell. Fundación Banco Santander
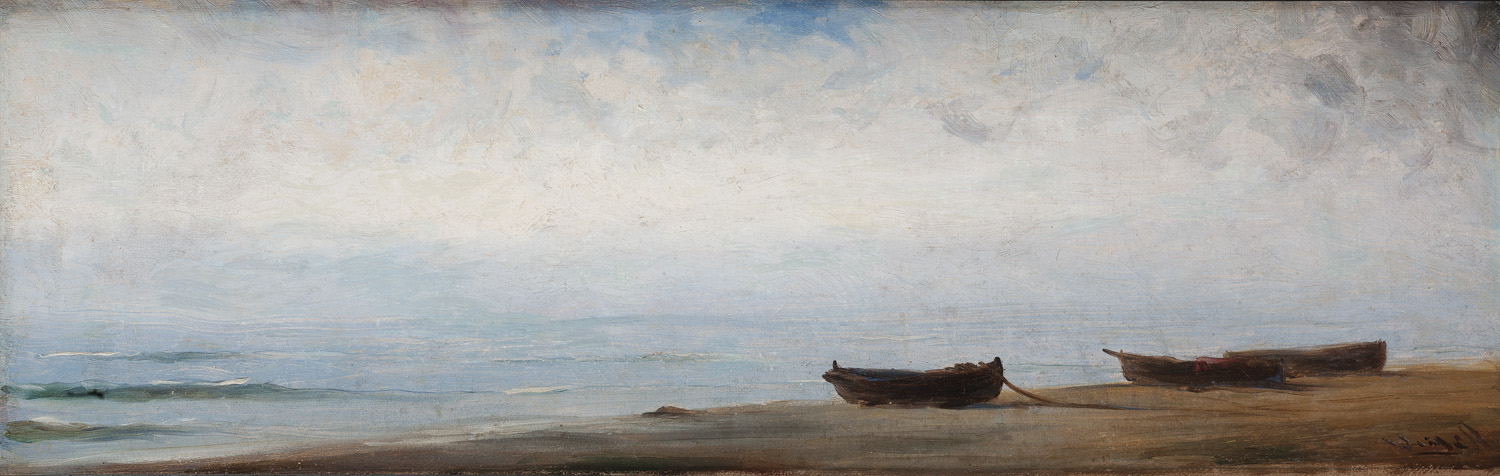
Playa con barcas, Modest Urgell. c. 1890. Fundació Rafael Masó de Gerona.